# PAP-104
Le PAP-104 (Poisson autopiloté/Poisson Auto Piloté 104) est un véhicule sous-marin téléopéré français construit par ECA Group utilisé pour la guerre des mines.

## Historique

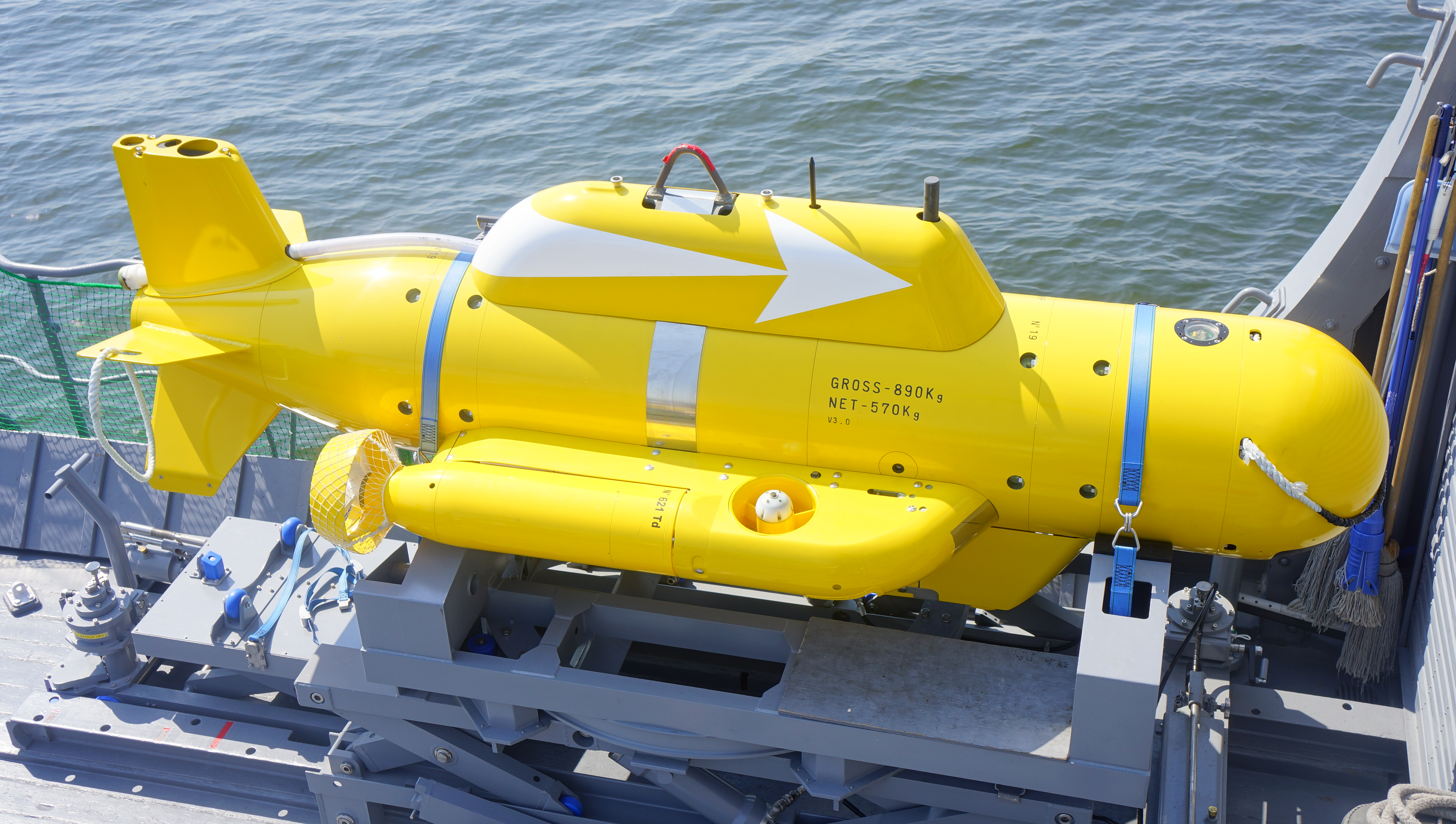
Un PAP-104 Mk5 à bord d'un dragueur de mines japonais de la classe Sugashima.

Spécialiste en robotique, au contact de personnels de la DCAN de St Tropez qui ont l’idée d’un démonstrateur de robot de déminage sous-marin, ECA se voit également confier en sous-traitance de la Direction générale de l'Armement le développement du PAP (Poisson Autopropulsé Piloté), premier robot de déminage sous-marin au monde. Le développement débute en 1968 pour répondre aux besoins opérationnels de la Marine Nationale. Le premier robot sous-marin anti mines PAP-104 est créé en 1970. La DGA commande alors un premier lot de 10. C’est cela qui déclenche la décision d’installation d’ECA à Toulon en 1975 où se trouve le siège actuel du groupe.
Les robots PAP deviendront une référence en déminage sous-marin et seront les produits phares d’ECA pendant 30 ans, gros succès à l’export, vendus sous licence Direction des constructions et armes navales et ce qui fait qu’ECA est, sur la période, l’industriel qui verse le plus de royalties à la DCAN.
Après une production d'essai, le type de production initial Mk2 a été développé et livré à la marine nationale française en 1977, suivi du type d'exportation Mk.3. En 1983, sur la base d'une demande de la marine royale malaisienne, le Mk4 a été développé, augmentant la profondeur opérationnelle de 120 m à 300 m. En 1986, le Mk5 a été développé en réponse aux nouvelles exigences de la Royal Navy. Dans la Royal Navy, les premières versions telles que Mk2 ont été introduites sous le nom de RCMDS Mk2 (remote-controlled mine-disposal system, système de neutralisation des mines télécommandé). 

En 2024, plus de 500 exemplaires ont été construits et ont été utilisés par une vingtaine de marines à travers le monde. Ils ont effectué plus de 30 000 opérations en 1994 et 45 000 en 2024 en Mer Rouge, Malouines, Golfe Persique, etc
Les onze chasseurs de mines de classe Tripartite en service en 2014 dans la marine nationale française disposent de 35 PAP-104 à cette date. Ils commencent à être retirés du service dans les années 2020.

## Caractéristiques
Ce modèle est utilisé pour éliminer les mines détectées par sonar. Le PAP-104 lui-même est équipé d'un sonar de classification (sonar haute fréquence Krupp Atlas AIS 11) et d'une caméra vidéo pour l'identification des mines, et est piloté depuis le navire mère via fibre optique par un câble de 1 000 mètres au maximum et opère jusqu’à 600 mètres du bâtiment. Le dispositif de propulsion est un moteur électrique fixé des deux côtés et la source d'alimentation est une batterie interne. Il peut être équipé d'une charge explosive ou d'une grenade sous-marine de 96 à 126 kg et de deux coupe-amarres explosifs. La mise à feu peut être commandée à distance ou déclenchée par une grenade CNC (Contre Nageurs de Combat) afin de pouvoir traiter aussi bien les mines amarrées que les mines immergées. La masse à vide du Mk5 est de 570 kg. Il peut achever sa mission en une vingtaine de minutes.
Une version Mk6, présentée en 2017, est plus massive et dispose de quatre moteurs électriques. Elle est capable de manœuvrer dans des courants forts et peut résister à des conditions environnementales difficiles grâce à ses capacités de propulsion de grande puissance. Elle peut emporter une forte charge explosive, la NATO Mine Disposal Charge, Cutter.